# Euploea brookei
Euploea brookei är en fjärilsart som beskrevs av Moore 1883. Euploea brookei ingår i släktet Euploea och familjen praktfjärilar. Inga underarter finns listade i Catalogue of Life.